# 나상
《나상》은 한국에서 제작된 김인수 감독의 1974년 영화이다. 하명중 등이 주연으로 출연하였고 주동진 등이 제작에 참여하였다.

## 출연

### 주연
- 하명중
- 유지인
- 이낙훈